# Coup d'État de septembre 2022 au Burkina Faso
Pour les articles homonymes, voir Coup d'État de 2022 au Burkina Faso.
Le coup d'État de septembre 2022 au Burkina Faso est une mutinerie qui se déroule le 30 septembre 2022, huit mois après le coup d'État de janvier 2022. Le président de la Transition, Paul-Henri Sandaogo Damiba, est alors renversé et le capitaine Ibrahim Traoré prend le pouvoir.

## Contexte
Le coup d'État est intervenu au lendemain du coup d'État de janvier 2022 au Burkina Faso. Le coup d'État de janvier avait été motivé par l'incapacité du gouvernement burkinabé à contenir l'insurrection djihadiste au Burkina Faso. Un groupe d'officiers de l'armée a renversé le président Roch Marc Christian Kaboré, installant la junte militaire du Mouvement patriotique pour la sauvegarde et la restauration avec Paul-Henri Sandaogo Damiba à sa tête. Le coup d'État a été initialement bien accueilli par beaucoup au Burkina Faso, car le gouvernement précédent était devenu profondément impopulaire en raison de son incapacité à faire face à l'insurrection.

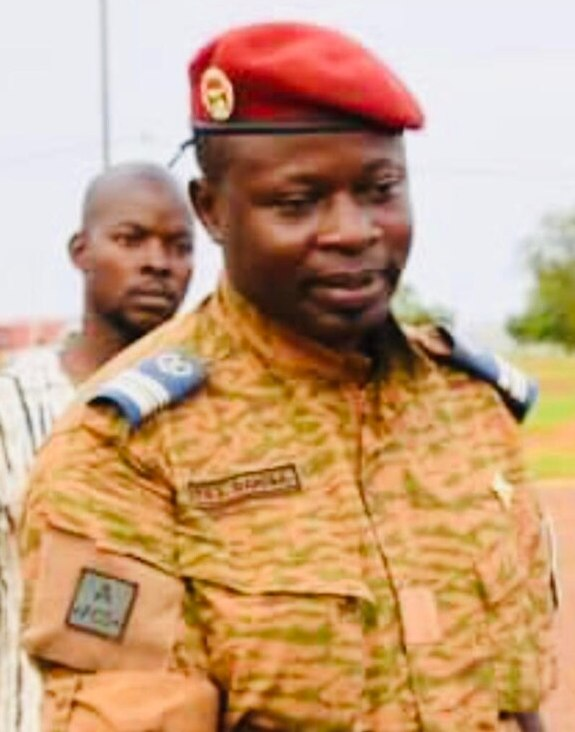
Paul-Henri Sandaogo Damiba, Président par intérim avant le coup d'état d'octobre

Le 31 janvier, un acte fondamental rétablit la Constitution et accorde à Paul-Henri Sandaogo Damiba le titre de président du Burkina Faso. Le 10 février, le Conseil constitutionnel le déclare président du Burkina Faso. Il est assermenté le 16 février.
La charte de la transition, adoptée le 1er mars et qui abroge l'acte fondamental, fait de lui le président de la Transition du pays pour trois ans. Il est investi le lendemain.
Cependant, le nouveau régime n'a pas non plus été en mesure de vaincre les rebelles et a plutôt perdu encore plus de territoire au profit des djihadistes et d'autres militants. En septembre 2022, près de 40 % du Burkina Faso était contrôlé par des forces non étatiques. Pendant ce temps, Damiba a limogé son ministre de la Défense et a assumé lui-même le poste. Plusieurs des officiers qui avaient soutenu le coup d'État de janvier sont devenus insatisfaits du règne de Damiba, affirmant plus tard qu'il ne s'était pas suffisamment concentré sur la défaite des insurgés et avait plutôt poursuivi ses propres objectifs. Ces officiers mécontents étaient pour la plupart jeunes et servaient directement en première ligne. Le soutien public à Damiba a également diminué.
Les éléments mécontents, dirigés par le capitaine Ibrahim Traoré, ont ainsi planifié leur propre coup d'État. Traoré était à la tête des forces spéciales « Cobra » à Kaya, une ville du nord du Burkina Faso. Le 26 septembre, un convoi de ravitaillement vers la ville assiégée de Djibo, dans le nord du pays, a été pris en embuscade par des rebelles, entraînant la mort de onze soldats burkinabés et l'enlèvement de 50 civils. Cet événement a sapé davantage la confiance du public dans le gouvernement de Damiba et a peut-être contribué à son renversement éventuel.

## Déroulement

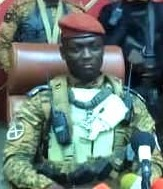
Le capitaine Ibrahim Traoré en octobre 2022.

Le coup d'État a commencé tôt le matin lorsque des tirs nourris et des explosions ont été entendus dans plusieurs quartiers de la capitale Ouagadougou, notamment dans le quartier Ouaga 2000 qui abrite à la fois les quartiers généraux de la junte présidentielle et militaire. Des soldats masqués ont organisé des blocus dans le centre de la capitale. Les troupes favorables au coup d'État semblaient appartenir principalement à l'unité "Cobra". Des affrontements ont eu lieu dans une base militaire, Camp Baba Sy, où Damiba était principalement basé. Des coups de feu ont également été signalés au palais de Kosyam. La télévision d'État a cessé d'émettre. Quelques heures plus tard, le gouvernement intérimaire a admis une "crise interne" au sein de l'armée et a déclaré que des pourparlers étaient en cours pour parvenir à un règlement. Sur Facebook, le président par intérim Damiba a admis qu'il y avait eu un "changement d'humeur parmi certains éléments des forces armées nationales". Les négociations entre les troupes révoltées et le gouvernement ont échoué.
Alors que les civils se rendaient compte qu'un coup d'État était en cours, des groupes se sont rassemblés dans la capitale pour recueillir des informations ou manifester leur soutien aux putschistes.
Dans la soirée, le capitaine Traoré a annoncé que lui et un groupe d'officiers avaient décidé de destituer le président par intérim Damiba en raison de son incapacité à faire face à une insurrection islamiste qui s'aggrave dans le pays. Il a imposé un couvre-feu de 21 h à 5 h du matin, suspendu toutes les activités politiques et de la société civile, fermé toutes les frontières aériennes et terrestres et suspendu la Constitution du Burkina Faso. Traoré a également déclaré qu'il était le nouveau chef du Mouvement patriotique pour la sauvegarde et la restauration. Pendant ce temps, Damiba a été transféré au Camp Kamboinsin, une base militaire des forces spéciales du Burkina Faso.
Damiba démissionne finalement le 2 octobre.

## Réactions
Le coup d'État a été qualifié de "très regrettable" par le président du Mouvement des droits de l'homme du pays, qui a également critiqué l'armée pour ses divisions et son incapacité à combattre l'extrémisme.
La Communauté économique des États de l'Afrique de l'Ouest a condamné le coup d'État.

## Suites
Assurant expédier les affaires courantes, Traoré annonce la désignation d'un président de la Transition, civil ou militaire, par des assises le 14 octobre 2022,. Ses partisans organisent des manifestants appuyant sa nomination à la tête de l'État, ce qui conduit à sa désignation à la tête de la transition en sa qualité de président du MPSR.